# Dulhipur
Dulhipur là một thị trấn thống kê (census town) của quận Chandauli thuộc bang Uttar Pradesh, Ấn Độ.

## Nhân khẩu
Theo điều tra dân số năm 2001 của Ấn Độ, Dulhipur có dân số 7744 người. Phái nam chiếm 51% tổng số dân và phái nữ chiếm 49%. Dulhipur có tỷ lệ 34% biết đọc biết viết, thấp hơn tỷ lệ trung bình toàn quốc là 59,5%: tỷ lệ cho phái nam là 42%, và tỷ lệ cho phái nữ là 26%. Tại Dulhipur, 19% dân số nhỏ hơn 6 tuổi.